# Buon Natale - An italian Christmas with Al Bano Carrisi
Buon Natale - An italian Christmas with Al Bano Carrisi este un album cover de colinde internaționale vechi și noi (înregistrate în marea lor majoritate în italiană, dar și în latină și germană) lansat de Al Bano în anul 2004. 
Melodia Figlio delle Ande a fost publicată și ca single în 2011 în duet cu Paula Seling.

## Track list
1. Astro del ciel (Stille nacht)  (Franz Xaver Gruber)
2. Adeste fideles  (tradițional)
3. Medley: Maria Durch Den Dornwald Ging/ Leise rieselt der Schnee/ Es Ist Ein Ros Entsprungen/ Oh Tannenbaum  (tradițional)
4. Bianco Natale (White Christmas)  (Irving Berlin, Filibello)
5. Mary's Boy Child  (Jester Hairston)
6. Felice Natale  (John Lennon, Yoko Ono)
7. In lui vivrò (Amazing Grace)  (traditional, Albano Carrisi, Vincenzo Sparviero)
8. Io ti cerco  (Albano Carrisi, Romina Power)
9. Il piccolo tamburino (The Little Drummer Boy)  (Katherine Kennicott Davis, Henry Onorati, Harry Simeone)
10. Ave Maria (Schubert)  (Franz Schubert, Albano Carrisi, Vito Pallavicini)
11. Caro Gesù  (Albano Carrisi, Romina Power)
12. Figlio delle Ande  (Albano Carrisi, Fabrizio Berlincioni, Albano Carrisi, Andrea Sacchi)